# Ctenopoma acutirostre
Ctenopoma acutirostre är en fiskart som beskrevs av Pellegrin, 1899. Ctenopoma acutirostre ingår i släktet Ctenopoma och familjen Anabantidae. IUCN kategoriserar arten globalt som livskraftig. Inga underarter finns listade i Catalogue of Life.